# Георгий (Андонопулос)
Епископ Гео́ргий (греч. Επίσκοπος Γεώργιος Αντωνόπουλος, род. 1966, Филиатра) — архиерей Константинопольской православной церкви, епископ Кратейский (с 2022), викарий Италийской митрополии.

## Биография
Родился в 1966 году в Филиатре, в Греции.
В 1991 году в Лондоне был хиротонисан во диакона, а в 1998 году в Афинах — в сан пресвитера.
С 1998 года служит настоятелем греческого прихода в Неаполе.
28 ноября 2022 года Священным синодом Константинопольской православной церкви был избран епископом Кратейским, викарием Италийской митрополии.
4 декабря 2022 года в кафедральном соборе Сан-Джорджо-деи-Гречи в Венеции состоялась его архиерейская хиротония. Хиротонию совершили: митрополит Италийский Поликарп (Ставропулос), митрополит Швейцарский Максим (Пофос) и митрополит Сисанийский и Сьятистский Афанасий (Яннусас).